# Hypsistozoa distomoides
Hypsistozoa distomoides är en sjöpungsart som först beskrevs av William Abbott Herdman 1899.  Hypsistozoa distomoides ingår i släktet Hypsistozoa och familjen Holozoidae. Inga underarter finns listade i Catalogue of Life.